# Родийалюминий
Родийалюминий — бинарное неорганическое соединение
алюминия и родия
с формулой AlRh,
кристаллы.

## Получение
- Спекание стехиометрических количеств чистых веществ:

{\displaystyle {\mathsf {Al+Rh\ {\xrightarrow {T}}\ AlRh}}}

## Физические свойства
Родийалюминий образует кристаллы
кубической сингонии,
пространственная группа P m3m,
параметры ячейки a = 0,2980 нм, Z = 1,
структура типа хлорида цезия CsCl
.
Соединение имеет область гомогенности 45÷52 ат.% родия .